# (36045) 1999 RZ12
1999 RZ12 (asteroide 36045) é um asteroide da cintura principal. Possui uma excentricidade de 0.08547030 e uma inclinação de 9.40437º.
Este asteroide foi descoberto no dia 7 de setembro de 1999 por LINEAR em Socorro.